# Shuodu
Shuodu (kinesiska: 硕督, 硕督镇) är en köping i Kina. Den ligger i den autonoma regionen Tibet, i den sydvästra delen av landet, omkring 450 kilometer öster om regionhuvudstaden Lhasa. Antalet invånare är 4944. Befolkningen består av 2 441 kvinnor och 2 503 män. Barn under 15 år utgör 34 %, vuxna 15-64 år 58 %, och äldre över 65 år 6,0 %.
Genomsnittlig årsnederbörd är 808 millimeter. Den regnigaste månaden är juni, med i genomsnitt 136 mm nederbörd, och den torraste är december, med 3 mm nederbörd.